# Wuhu
Wuhu (芜湖 em chinês) é uma cidade chinesa situada na província de Anhui, fundada no século II a.C.. Wuhu localiza-se no Nascente (Este/Leste) da província, nas margens do rio Chang. No censo chinês de 2020 , Wuhu tinha uma população total de 3.644.420 habitantes, dos quais 1.622.799 viviam em sua área metropolitana, composta pelo distrito de Jiujiang, distrito de Jinghu e distrito de Yijiang.